# Олд Вошингтон (Охајо)
Олд Вошингтон (енгл. Old Washington) град је у америчкој савезној држави Охајо.

## Демографија
По попису из 2010. године број становника је 279, што је 14 (5,3%) становника више него 2000. године.
| Група             | 2000.       | 2010.       |
| Белци             | 255 (96,2%) | 272 (97,5%) |
| Афроамериканци    | 5 (1,9%)    | 0 (0,0%)    |
| Азијати           | 4 (1,5%)    | 0 (0,0%)    |
| Хиспаноамериканци | 1 (0,4%)    | 4 (1,4%)    |
| Укупно            | 265         | 279         |